# Rien que les heures
Pour plus de détails, voir Fiche technique et Distribution.
Rien que les heures est un moyen métrage documentaire du réalisateur Alberto Cavalcanti sorti en 1926. 

## Synopsis
Le film montre la vie de Paris dans une journée en 47 minutes.

## Fiche technique
- Réalisation - scénario : Alberto Cavalcanti
- Photographie : James E. Rogers
- Société de production : Néo Films[1]
- Distribution : Les Films du Panthéon
- Pays :  France
- Format : Muet - Noir et blanc
- Genre : Documentaire
- Durée : 47 minutes
- Date de sortie : 
  - France - 1926

## Distribution
- Philippe Hériat
- Clifford McLaglen
- Blanche Bernis
- Nina Chousvalowa

## Autour du film
Rien que les heures est le premier film d'un genre nouveau né dans les années 1920 et appelé « symphonie urbaine » ou « city symphony » qui a donné naissance à nos « documentaires ».